# Speicheldrüse

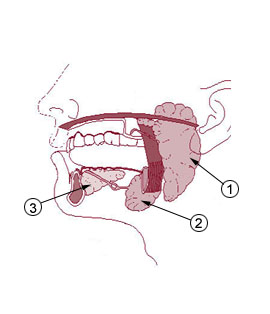
Speicheldrüsen:
1 Glandula parotidea
2 Glandula submandibularis
3 Glandula sublingualis

Eine Speicheldrüse (lateinisch Glandula salivaria) ist eine exokrine Drüse, die Speichel (Saliva) bildet und damit die Gleitfähigkeit zum Abschlucken des Bissens gewährleistet. Bei einigen Säugetieren (Mensch, Schweine) enthält der Speichel bereits stärkespaltende Enzyme (Amylasen), wodurch Speicheldrüsen bereits in geringem Umfang zur Verdauung beitragen.
Bei den Insekten wird die Speicheldrüse von der Labialdrüse gebildet, die in einem Salivarium vor der Mundöffnung mündet.

## Speicheldrüsen der Säugetiere

### Einteilung
Bei den Säugetieren gibt es drei große Speicheldrüsen:
- die Ohrspeicheldrüse (Glandula parotidea oder Parotis), die rein serös ist, also ein dünnflüssiges Sekret absondert,
- die Unterkieferspeicheldrüse (Glandula submandibularis, bei Tieren als Glandula mandibularis bezeichnet), die beim Menschen gemischt sero-mukös mit überwiegendem Anteil an serösen Endstücken, bei den meisten Tieren überwiegend mukös ist,
- und die Unterzungenspeicheldrüse (Glandula sublingualis), die beim Menschen gemischt muko-serös mit überwiegendem Anteil an mukösen Endstücken, bei Tieren eher serös ist.

Darüber hinaus gibt es zahlreiche weitere kleine Speicheldrüsen in der Wand der Mundhöhle, die nach ihrer Lage bezeichnet werden:
- Zungenspitzendrüse (Glandula lingualis anterior, Blandin-Nuhn-Drüse)
- Lippendrüsen (Glandulae labiales)
- Wangendrüsen (Glandulae buccales)
- Zungendrüsen (Glandulae linguales)
- Mahlzahndrüsen (Glandulae molares)
- Gaumendrüsen (Glandulae palatinae)
- Geschmacksdrüsen (Glandulae gustatoriae), Spüldrüsen der Geschmacksknospen (Synonym Ebner-Drüsen)

### Krankheiten der Speicheldrüsen
Bei den größeren Mundspeicheldrüsen können krankhafte Veränderungen – z. B. eine Sialadenitis hervorgerufen durch Speichelsteine – mittels Ultraschall oder einer Gangdarstellung der Drüse mit einem Röntgenkontrastmittel geklärt werden.

#### Funktionelle Störungen
Zu den funktionellen Störungen gehört der Speichelfluss (Sialorrhoe). Das ständige Ausspucken des Speichels wird als Ptyalismus bezeichnet. Der Speichelfluss tritt als Symptom bei verschiedenen Erkrankungen auf. So bei Stomatitis, Vergiftungen, Akrodynie der Kinder, Magen-, Bauchspeicheldrüsen- und Speiseröhrenerkrankungen sowie bei Neurosen und Psychosen. Auch in der Schwangerschaft und bei neurologischen Erkrankungen kann der Speichelfluss vermehrt sein. Eine verminderte Speichelsekretion kann bei Diabetes mellitus, Nierenerkrankungen, fieberhaften Infektionen, Erkrankungen des zentralen Nervensystems und Diabetes insipidus, als Nebenwirkung nach Atropingabe, nach größeren Flüssigkeitsverlusten (Erbrechen, Durchfall), beim Mikulicz-Syndrom und bei bestimmten Erkrankungen der Speicheldrüsen auftreten.

#### Entzündungen
Eine Entzündung der Speicheldrüsen wird auch als Sialadenitis bezeichnet. Die betroffene Speicheldrüse schwillt dabei schmerzhaft an. Bei Rissen der Ausführungsgänge von Speicheldrüsen fließt Speichel in die umgebenden Gewebe und es können sich Speichelzysten entwickeln. Man unterscheidet:
- Chronisch-aktive Sialadenitis: Es handelt sich um eine bakteriell ausgelöste Sialadenitis, hervorgerufen durch Staphylococcus aureus und Streptococcus viridans. Eine Besiedlung wird beispielsweise durch einen Speichelstein erleichtert. Man unterteilt die chronisch-aktive Sialadenitis nochmals in eine akute Entzündung, chronische unspezifische Entzündung und chronisch sklerosierende Entzündung (Küttner-Tumor).
- Autoimmunsialadenitis, siehe Sjögren-Syndrom
- Eine Entzündung der Ohrspeicheldrüse wird als Parotitis bezeichnet.

#### Speichelstein
In den Ausführungsgängen kann es zur Bildung von Speichelsteinen (Sialolithen) kommen, die durch Sekretstau zu einer Infektion mit Abszessbildung führen kann (siehe auch: Ohrspeicheldrüsenerkrankung).

#### Tumoren
Man unterscheidet gutartige (Adenome) und bösartige Tumoren (Adenokarzinome) der Speicheldrüsen:
- Pleomorphes Adenom: häufigster gutartiger Speicheldrüsentumor
- Warthin-Tumor: zweithäufigster gutartiger Speicheldrüsentumor
- Des Weiteren unterscheidet man eine Vielzahl von bösartigen (malignen) Tumoren (Speicheldrüsenkarzinome), z. B. Azinuszellkarzinom, Mukoepidermoidkarzinom, adenoid-zystisches Karzinom oder Adenokarzinom-NOS (not otherwise specified).[3]
- Beim Mikulicz-Syndrom besteht eine symmetrische Schwellung der Speichel- und Tränendrüsen.

#### Angeboren
Fehlbildungen finden sich beim LADD-Syndrom, eine Aplasie kommt beim ALSG-Syndrom vor.

## Tubariusdrüsen

### Tubarial glands
Tubarial glands ist die vorgeschlagene englische Bezeichnung für eine im Jahr 2020 neu als zusammengehörig beschriebene, speicheldrüsenähnliche Gewebeformation im Nasenrachenraum des Menschen. Sie ist paarig angelegt und befindet sich jeweils am Eingang der Eustachi-Röhre (Tuba pharyngotympanica), die Länge beträgt ungefähr vier Zentimeter. Obwohl die Entdeckung durch den Niederländer Matthijs Valstar und seine Kollegen vom Niederländischen Krebsforschungsinstitut in Amsterdam in verschiedenen Medien als historische Entdeckung bezeichnet wurde, steht noch nicht mit Sicherheit fest, dass die beschriebene Struktur als eigenes Organ klassifiziert werden kann, da es derzeit nur eine einzelne Publikation mit diesem Vorschlag gibt. Deutsche Medien übersetzten den englischen Namen der Drüsen vielfach als „Tubariusdrüsen“.

#### Anatomie
Die Lage der „Tubarial glands“ ist der hintere, seitliche Nasenrachenraum. Die Drüse umhüllt jeweils den Torus tubarius, eine Schleimhautvorwölbung, die den Eingang der Eustachi-Röhre umgibt. Die Drüse erstreckt sich kaudal bis zum weichen Gaumen und kranial zum Recessus pharyngeus (Rosenmüller Fossa). Feingeweblich bestehen die „Tubarial glands“ aus großen Ansammlungen von mukösem Drüsengewebe mit einer sehr geringen Zahl seröser Azini ohne quantifizierbare Amylase-Sekretion. Mehrere makroskopisch sichtbare Ausführungsgangöffnungen befinden sich in der dorsolateralen Pharynxwand.

#### Entdeckungsgeschichte
Bei der Betrachtung von PSMA-PET/CT-Untersuchungsbildern von an Prostatakrebs erkrankten Patienten fielen einer Forschergruppe um den Niederländer Matthijs Valstar ungewöhnliche Gewebemarkierungen im Nasenrachen auf. Die Positronen-Emissions-Tomografie (PET) wird unter anderem zur Suche nach Metastasen eingesetzt. Im Falle eines Prostatakarzinoms werden dabei Gewebe dargestellt, welche zuvor durch das prostataspezifische Membranantigen (PSMA) markiert wurden. Zur Erleichterung der Ortung wird die PET mit einer Computertomografie (CT) in einer gleichzeitig stattfindenden Untersuchung kombiniert. In dieser PSMA-PET/CT-Untersuchung wird PSMA-resorbierendes Gewebe als relative quantitative Repräsentation der Aufnahme des PSMAs farblich dargestellt.
Bei einer im Jahr 2020 veröffentlichten wissenschaftlichen Studie wurden nachträglich 100 PSMA-PET/CT-Bildgebungen beurteilt sowie eine Sektion an jeweils einem Körperspender beider Geschlechter durchgeführt. Es wurden dabei in 100 Fällen ein klar demarkiertes, bilaterales, PSMA-positives Gebiet entdeckt, welches nach Aussage der Autoren bis dahin in der Fachwelt in dieser Form nicht beschrieben worden sei.

## Speicheldrüsen der Vögel
Bei den Vögeln gibt es paarige Drüsen im Gaumen, die als Oberkieferdrüsen (Glandulae maxillares) bezeichnet werden. Im Rachendach liegen die Glandulae sphenopterygoideae.